# Indução artificial de imunidade
Indução artificial da imunidade é a imunização alcançada por esforços humanos em saúde preventiva, (aumentando e) em oposição à imunidade natural produzida pelos sistemas imunológicos dos organismos. Ela torna as pessoas imunes a doenças específicas por meios que não sejam esperar que elas contraiam a doença. O objetivo é reduzir o risco de morte e sofrimento, ou seja, a carga da doença, mesmo quando a erradicação da doença não é possível. A vacinação é o principal tipo de imunização, reduzindo significativamente a carga de doenças preveníveis por vacinação.
A imunidade contra infecções que podem causar doenças graves é benéfica. Fundada na teoria microbiana das doenças infecciosas, como demonstrado pelas descobertas de Louis Pasteur, a medicina moderna forneceu meios para induzir imunidade contra uma gama cada vez maior de doenças, a fim de prevenir os riscos associados às infecções selvagens. Espera-se que uma maior compreensão da base molecular da imunidade se traduza em práticas clínicas aprimoradas no futuro.

## Varíola e variolação
A primeira indução artificial registrada de imunidade em humanos foi por variolação ou inoculação, que é a infecção controlada de um sujeito com uma forma natural menos letal de varíola (conhecida como Varíola Menor) para torná-lo imune à reinfecção com a forma natural mais letal, Varíola Maior. Isso era praticado nos tempos antigos na China e na Índia e importado para a Europa, via Turquia, por volta de 1720 por Lady Montagu e talvez outros. Da Inglaterra, a técnica se espalhou rapidamente para as Colônias e também foi disseminada por escravos africanos que chegavam a Boston.
A variolação tinha a desvantagem de que o agente inoculante usado ainda era uma forma ativa de varíola e, embora menos potente, ainda podia matar o inoculado ou espalhar-se na sua forma completa para outras pessoas próximas. No entanto, como o risco de morte pela inoculação com Variola Minor era de apenas 1% a 2%, em comparação com o risco de morte de 20% pela forma natural da varíola, os riscos da inoculação eram geralmente considerados aceitáveis.

## Vacinação
Em 1796, Edward Jenner FRS, um médico e cientista que havia praticado a variolação, realizou um experimento baseado no conhecimento popular de que a infecção por varíola bovina, uma doença com sintomas leves que nunca era fatal, também conferia imunidade à varíola. A ideia não era nova; havia sido demonstrada alguns anos antes por Benjamin Jesty, que não havia divulgado sua descoberta. Em 1798, Jenner estendeu suas observações ao mostrar que a varíola bovina poderia ser transmitida de uma lesão em um paciente para outros por meio de quatro transferências de braço para braço e que o último da série era imune ao expô-lo à varíola. Jenner descreveu o procedimento, distribuiu sua vacina livremente e forneceu informações para ajudar aqueles que esperavam estabelecer suas próprias vacinas. Em 1798, ele publicou suas informações em seu famoso Inquérito Sobre as Causas e Efeitos... da Varíola Bovina. Ele é creditado por ser o primeiro a iniciar investigações detalhadas sobre o assunto e por trazê-lo à atenção da profissão médica. Apesar de alguma oposição, a vacinação substituiu a variolação.
Jenner, como todos os membros da Royal Society naquela época, era um empirista. A teoria para apoiar novos avanços na vacinação surgiu mais tarde.

## Teoria dos germes
Na segunda metade do século XIX, Louis Pasteur aperfeiçoou experimentos que refutaram a então popular teoria da geração espontânea e da qual derivou a teoria moderna das doenças (infecciosas). Usando experimentos baseados nessa teoria, que postulava que microrganismos específicos causam doenças específicas, Pasteur isolou o agente infeccioso do antraz. Ele então derivou uma vacina alterando o agente infeccioso de modo a torná-lo inofensivo e, em seguida, introduzindo essa forma inativada dos agentes infecciosos em animais de fazenda, que então provaram ser imunes à doença.
Pasteur também isolou uma preparação rudimentar do agente infeccioso da raiva. Em um ato corajoso de rápido desenvolvimento da medicina, ele provavelmente salvou a vida de uma pessoa que havia sido mordida por um cão claramente raivoso, realizando o mesmo processo de inativação em sua preparação antirrábica e, em seguida, inoculando-a no paciente. O paciente, que se esperava que morresse, sobreviveu e, portanto, foi a primeira pessoa vacinada com sucesso contra a raiva.

## Toxoides
Algumas doenças, como o tétano, causam doenças não pelo crescimento bacteriano, mas pela produção bacteriana de uma toxina. A toxina do tétano é tão letal que os humanos não conseguem desenvolver imunidade a uma infecção natural, pois a quantidade de toxina e o tempo necessários para matar uma pessoa são muito menores do que os exigidos pelo sistema imunológico para reconhecer a toxina e produzir anticorpos contra ela. No entanto, a toxina do tétano é facilmente desnaturada, perdendo sua capacidade de produzir doenças, mas deixando-a capaz de induzir imunidade ao tétano quando injetada em indivíduos. A toxina desnaturada é chamada de toxoide.

## Adjuvantes
O uso de moléculas simples, como toxoides, para imunização tende a produzir uma baixa resposta do sistema imunológico e, portanto, uma memória imunológica deficiente. No entanto, adicionar certas substâncias à mistura, por exemplo, adsorver toxoide tetânico em alúmen, aumenta muito a resposta imunológica (ver Roitt etc. abaixo). Essas substâncias são conhecidas como adjuvantes. Vários adjuvantes diferentes têm sido usados na preparação de vacinas. Os adjuvantes também são usados de outras maneiras na pesquisa do sistema imunológico.
Uma abordagem mais contemporânea para "reforçar" a resposta imune a moléculas imunogênicas mais simples (conhecidas como antígenos) é a conjugação dos antígenos. A conjugação é a ligação ao antígeno de outra substância que também gera uma resposta imune, amplificando assim a resposta geral e causando uma memória imune mais robusta ao antígeno. Por exemplo, um toxoide pode ser ligado a um polissacarídeo da cápsula da bactéria responsável pela maioria das pneumonias lobares.

## Imunidade induzida temporariamente

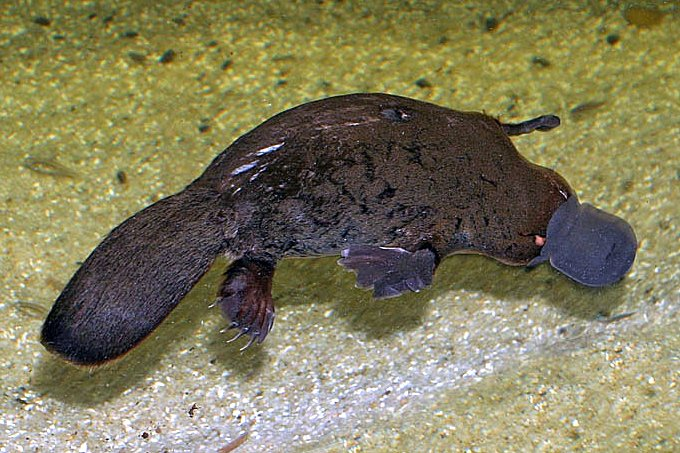
Ornitorrinco: os monotremados não possuem imunidade à transferência placentária

A imunidade temporária a uma infecção específica pode ser induzida em um sujeito fornecendo-lhe moléculas imunes produzidas externamente, conhecidas como anticorpos ou imunoglobulinas. Isso foi realizado pela primeira vez (e às vezes ainda é realizado) colhendo sangue de um sujeito que já é imune, isolando a fração do sangue que contém anticorpos (conhecida como soro) e injetando esse soro na pessoa para quem a imunidade é desejada. Isso é conhecido como imunidade passiva, e o soro que é isolado de um sujeito e injetado em outro às vezes é chamado de antissoro. O antissoro de outros mamíferos, notavelmente cavalos, tem sido usado em humanos com resultados geralmente bons e muitas vezes salvadores de vidas, mas há algum risco de choque anafilático e até mesmo morte por esse procedimento porque o corpo humano às vezes reconhece anticorpos de outros animais como proteínas estranhas.:170, 209A imunidade passiva é temporária, porque os anticorpos que são transferidos têm uma vida útil de apenas cerca de 3 a 6 meses.:304 Todo mamífero placentário (que inclui os humanos) experimentou imunidade induzida temporariamente pela transferência de anticorpos homólogos de sua mãe através da placenta, dando-lhe imunidade passiva a qualquer coisa à qual sua mãe se tornou imune.:209, 284 Isso permite alguma proteção para os filhotes enquanto seu próprio sistema imunológico está se desenvolvendo.
Imunoglobulinas humanas sintéticas (recombinantes ou clones de células) agora podem ser feitas e, por várias razões (incluindo o risco de contaminação de materiais biológicos por príons), provavelmente serão usadas cada vez mais. No entanto, elas são caras de produzir e não estão em produção em larga escala em 2013. No futuro, pode ser possível projetar artificialmente anticorpos para se ajustarem a antígenos específicos e, em seguida, produzi-los em grandes quantidades para induzir imunidade temporária em pessoas antes da exposição a um patógeno específico, como uma bactéria, um vírus ou um príon. Atualmente, a ciência para entender esse processo está disponível, mas não a tecnologia para executá-lo.